# Ambassade d'Israël en France
L'ambassade d'Israël en France est la représentation diplomatique de l'État d'Israël auprès de la République française. Elle est située 3 rue Rabelais, dans le 8e arrondissement de Paris, la capitale du pays. Son ambassadeur est, depuis mai 2024, Joshua Zarka (en).

## Histoire

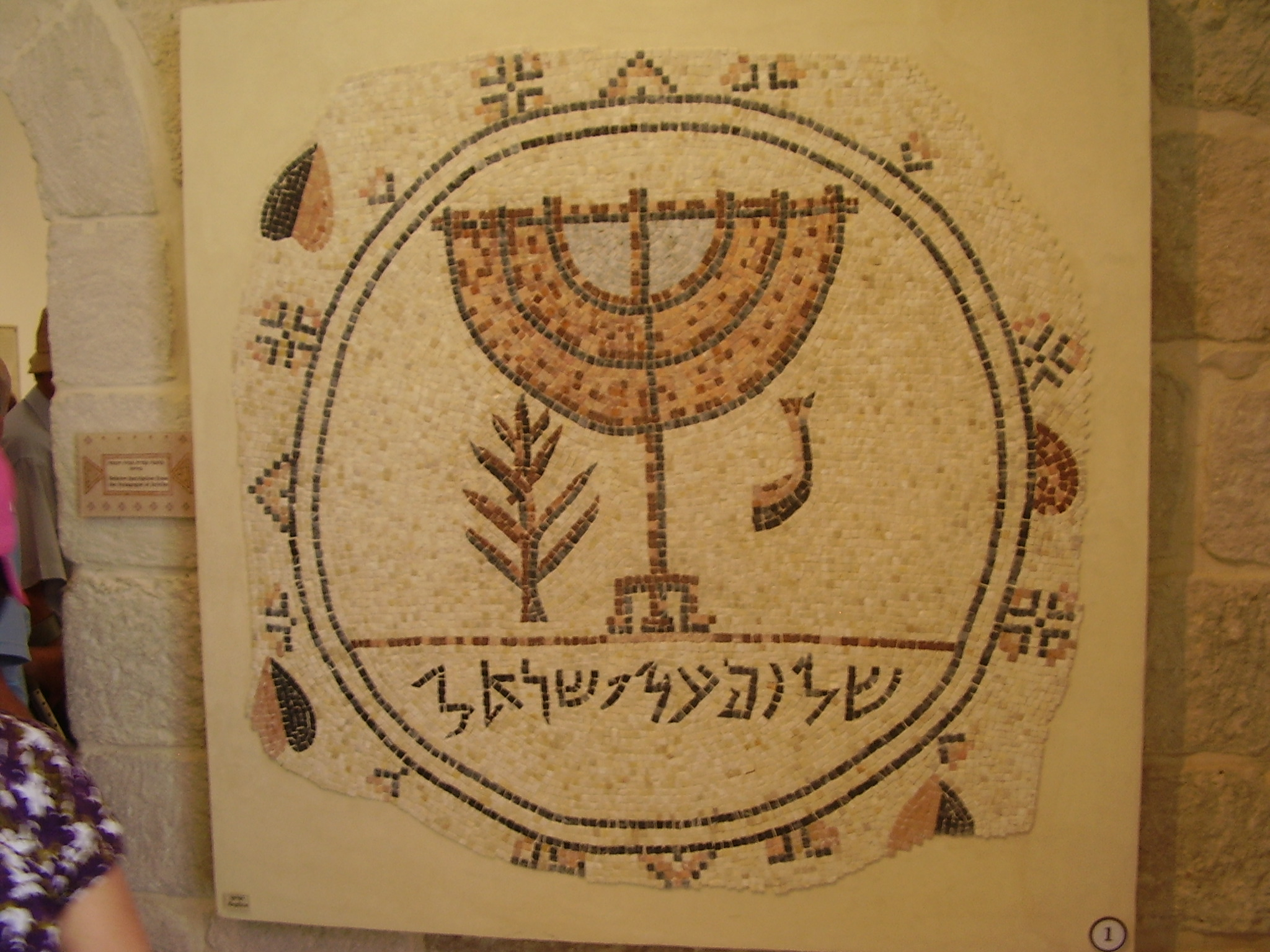
Mosaïque de la synagogue « Shalom Al Yisrael ».

L'ambassade est installée à son adresse actuelle depuis 1973 ; elle se trouvait auparavant au 143 avenue de Wagram, au croisement avec la rue Ampère, dans le 17e arrondissement. La place sur laquelle donnait l'ambassade a pris le nom de place d'Israël en 1960,.
Le 23 mai 2002, une grande partie de l'ambassade a été détruite par un incendie accidentel, à la suite duquel les locaux ont été entièrement rénovés, les murs des bureaux étant réalisés en pierre de Jérusalem. On peut également y admirer plusieurs répliques de mosaïques antiques dont celle de la synagogue Shalom Al Yisrael de Jéricho, qui figure en bonne place dans le hall d'entrée. La rénovation a été menée par les architectes David Knafo et Tagit Klimor.
En 2005, 42 diplomates travaillent dans cette ambassade, ce qui en fait l'une des plus grosses de Paris relativement à la population du pays représenté.
Le 29 décembre 2022, Yael German, ambassadrice de l'État d'Israël, en désaccord avec la politique menée par le nouveau gouvernement présidé par Benyamin Netanyahou et la nomination du nouveau ministre Eli Cohen, ancien ministre chargé du renseignement en tant que chef du département des Affaires étrangères, a présenté sa démission au gouvernement israélien. Elle était en fonction depuis sa nomination le 3 août 2022, par le gouvernement présidé par Yaïr Lapid.

## Ambassadeurs d'Israël en France
| Date de nomination                                                  | Date de nomination                                                  | Date de remise des lettres de créance                               | Date de remise des lettres de créance                               | Diplomate                                                           | Photo                                                               |
| En qualité d'envoyés extraordinaires et ministres plénipotentiaires | En qualité d'envoyés extraordinaires et ministres plénipotentiaires | En qualité d'envoyés extraordinaires et ministres plénipotentiaires | En qualité d'envoyés extraordinaires et ministres plénipotentiaires | En qualité d'envoyés extraordinaires et ministres plénipotentiaires | En qualité d'envoyés extraordinaires et ministres plénipotentiaires |
| ------------------------------------------------------------------- | ------------------------------------------------------------------- | ------------------------------------------------------------------- | ------------------------------------------------------------------- | ------------------------------------------------------------------- | ------------------------------------------------------------------- |
| ?                                                                   |                                                                     | 5 juillet 1949                                                      | [ a ]                                                               | Maurice Fischer                                                     |                                                                     |
| En qualité d'ambassadeurs extraordinaires et plénipotentiaires      |                                                                     |                                                                     |                                                                     |                                                                     |                                                                     |
| ?                                                                   |                                                                     | 9 octobre 1952                                                      | [ b ]                                                               | Maurice Fischer                                                     |                                                                     |
| ?                                                                   |                                                                     | 10 novembre 1953                                                    | [ c ]                                                               | Jacob Tsur                                                          |                                                                     |
| ?                                                                   |                                                                     | 11 février 1960                                                     | [ d ]                                                               | Walter Eytan (en)                                                   |                                                                     |
| ?                                                                   |                                                                     | 6 novembre 1970                                                     | [ e ]                                                               | Asher Ben Natan (he)                                                |                                                                     |
| ?                                                                   |                                                                     | 23 décembre 1975                                                    | [ f ]                                                               | Mordechaï Gazit                                                     |                                                                     |
| ?                                                                   |                                                                     | 6 septembre 1979                                                    | [ g ]                                                               | Meïr Rosenne (en)                                                   |                                                                     |
| ?                                                                   |                                                                     | 7 octobre 1983                                                      | [ h ]                                                               | Ovadia Soffer (he)                                                  |                                                                     |
| ?                                                                   |                                                                     | 20 mai 1992                                                         | [ i ]                                                               | Yehuda Lancry                                                       |                                                                     |
| ?                                                                   |                                                                     | 6 décembre 1995                                                     | [ j ]                                                               | Avi Pazner                                                          |                                                                     |
| ?                                                                   |                                                                     | 26 octobre 1998                                                     | [ k ]                                                               | Eliahu Ben-Elissar (en)                                             |                                                                     |
| ?                                                                   |                                                                     | 15 décembre 2000                                                    | [ l ]                                                               | Élie Barnavi                                                        |                                                                     |
| ?                                                                   |                                                                     | 12 novembre 2002                                                    | [ m ]                                                               | Nissim Zvili                                                        |                                                                     |
| ?                                                                   |                                                                     | 8 septembre 2006                                                    | [ n ]                                                               | Daniel Shek                                                         |                                                                     |
| ?                                                                   |                                                                     | 3 décembre 2010                                                     | [ o ]                                                               | Yossi Gal (en)                                                      |                                                                     |
| ?                                                                   |                                                                     | 8 septembre 2015                                                    | [ p ]                                                               | Aliza Bin-Noun                                                      |                                                                     |
| janvier 2020                                                        |                                                                     |                                                                     |                                                                     | Talya Lador-Fresher (en) (chargée d'affaires a.i.)                  |                                                                     |
| juillet 2020                                                        |                                                                     |                                                                     |                                                                     | Irit Ben-Abba (en) (chargée d'affaires a.i.)                        |                                                                     |
| octobre 2020                                                        |                                                                     |                                                                     |                                                                     | Daniel Saada (chargé d'affaires a.i.)                               |                                                                     |
| 2021                                                                |                                                                     |                                                                     |                                                                     | Ronit Ben Dor (chargée d'affaires a.i.)                             |                                                                     |
| 3 août 2021                                                         |                                                                     | 22 juillet 2022                                                     | [ q ]                                                               | Yael German                                                         |                                                                     |
| janvier 2023                                                        |                                                                     |                                                                     |                                                                     | Haïm Waxman (en) (chargé d'affaires a.i.)                           |                                                                     |
| ?                                                                   |                                                                     |                                                                     |                                                                     | Raphaël Morav (d) (chargé d'affaires a.i.)                          |                                                                     |
| 4 mai 2024                                                          |                                                                     | 17 septembre 2024                                                   | [ r ]                                                               | Joshua Zarka (en)                                                   |                                                                     |

## Consulats
Outre la section consulaire intégrée au sein de l'ambassade à Paris, Israël possède un consulat général à Marseille, et des consulats honoraires à Strasbourg et Papeete.

## Délégation permanente d'Israël auprès de l'UNESCO
Le bâtiment de l'ambassade à Paris a hébergé la délégation permanente d'Israël auprès de l'UNESCO jusqu'à ce qu'Israël se retire de cette organisation internationale le 1er janvier 2019.